# Constantin Bodossakis
Constantin Bodossakis, né en Asie mineure en 1891 fut un industriel grec spécialisé dans l'armement. Il contrôlait les industries d'explosifs, de munitions, d'engrais chimiques ainsi que des mines et des carrières au début de la Seconde Guerre mondiale.
Il est à l'origine de la firme Pyrkal (en).